# Стар Ченъл
Стар Ченъл (на английски: Star Channel, известна до октомври 2023 г. като Фокс, на английски: Fox) е телевизионна мрежа на Уолт Дисни Къмпани, която излъчва в цял свят. Основната ѝ програмна схема включва множество развлекателни телевизионни сериали и филми.
На 7 юни 2023 г. е обявено, че от 1 октомври всички канали на Фокс ще бъдат преименувани на Star.
На 1 октомври 2023 г. „Фокс“ официално е преименуван на „Стар Ченъл“.

## Излъчвани предавания
- Американски татко!
- 24: Не умирай днес
- Антураж
- Агентите на ЩИТ
- Агент Картър
- Америка търси талант
- Американски татко
- Американците
- Ангел на мрака
- Бъфи, убийцата на вампири
- Брикълбери
- Всички обичат Реймънд
- Грейсланд
- Двама мъже и половина
- Декстър
- Д-р Хаус
- Демоните на Да Винчи
- Джо
- Династията на Тюдорите
- Досиетата Х
- Живите мъртви
- Зловеща семейна история
- Империя
- Истинска кръв
- Излъжи ме
- Клъцни/Срежи
- Как се запознах с майка ви
- Касъл
- Кости
- Клопка
- Красавицата и звярът
- Лас Вегас
- Ловец на мисли
- Легенди
- ЛолиРок
- Малкълм
- Миксология
- Момчетата
- Новото нормално
- Необикновено семейство
- Особняци
- Островът на обречените
- Огнена страна
- Последният мъж на света
- Психо
- Престъпления от класа
- Светкавицата
- Синбад
- Семейство Чесарони
- Спешно отделение
- Семейство Симпсън
- Семейният тип
- Семейство в белия дом
- Семейство Милър
- Слийпи Холоу
- Страхувайте се от живите мъртви
- Свръхестествено
- Тиранин
- Тя е Лей Лей
- Футурама
- Фишер
- Хавай 5-0
- Чък
- Шерлок